# Бережний Олег Миколайович
Бережний Олег Миколайович (нар. 18 січня 1984 , Суми, Україна) — український біатлоніст, учасник чемпіонатів світу, чотириразовий призер чемпіонатів світу з біатлону серед юніорів, чемпіон Європи серед юніорів в спринті, учасник та призер етапів кубка світу з біатлону.

## Виступи на чемпіонатах світу
| Рік  | Місце проведення | Інд | Спр | Пр | МС | Ест | ЗМ |
| 2008 | Естерсунд        | 58  |     |    |    |     |    |
| 2011 | Ханти-Мансійськ  | 18  |     |    |    |     |    |

## Кар'єра в Кубку світу
Першим роком Олега в біатлоні став 1997 рік, а починаючи з 2002 року він почав виступати за національну збірну України з біатлону.
- Дебют в кубку світу — 26 листопада 2005 року в спринті в Естерсунді — 68 місце.
- Перше попадання в залікову зону — 13 грудня 2007 року в індивідуальній гонці в Поклюці — 4 місце.
- Перший розширений подіум — 13 грудня 2007 року в індивідуальній гонці в Поклюці — 4 місце.
- Перший подіум — 14 грудня 2008 року в естафеті в Гохфільцені — 3 місце.

## Загальний залік в Кубку світу
- 2007-2008 — 57-е місце (40 очок)
- 2008-2009 — 83-е місце (27 очок)
- 2009-2010 — 95-е місце (16 очок)
- 2010-2011 — 64-е місце (66 очок)
- 2011-2012 — 96-е місце (9 очок)

## Статистика стрільби
| № п/п | Сезон     | Загальна        | Індивідуальна гонка | Спринт        | Гонка переслідування | Мас-старт  | Естафета      |
| ----- | --------- | --------------- | ------------------- | ------------- | -------------------- | ---------- | ------------- |
| 1     | 2005-2006 | 91,7% (55/60)   | 0,0% (0/0)          | 90,0% (45/50) | 0,0% (0/0)           | 0,0% (0/0) | 99,9% (10/10) |
| 2     | 2006-2007 | 99.9% (20/20)   | 99,9% (20/20)       | 0,0% (0/0)    | 0,0% (0/0)           | 0,0% (0/0) | 0,0% (0/0)    |
| 3     | 2007-2008 | 86,7% (72/83)   | 95,0% (38/40)       | 80,0% (24/30) | 0,0% (0/0)           | 0,0% (0/0) | 76,9% (10/13) |
| 4     | 2008-2009 | 94,3% (116/123) | 97,5% (39/40)       | 92,5% (37/40) | 99,9% (20/20)        | 0,0% (0/0) | 87,0% (20/23) |
| 5     | 2009-2010 | 93,3% (84/90)   | 92,5% (37/40)       | 93,3% (28/30) | 95,0% (19/20)        | 0,0% (0/0) | 0,0% (0/0)    |
| 6     | 2010-2011 | 92,5% (74/80)   | 91,7% (55/60)       | 95,0% (19/20) | 0,0% (0/0)           | 0,0% (0/0) | 0,0% (0/0)    |
| 7     | 2011-2012 | 88,9% (80/90)   | 95,0% (38/40)       | 93,3% (28/30) | 70,0% (14/20)        | 0,0% (0/0) | 0,0% (0/0)    |

У сезоні 2008-2009 з показником влучності 94,3% Олег посів 1 місце у рейтингу найвлучніших біатлоністів.